# إيوجين غاليكوفيتش
إيوجين جوزيف غاليكوفيتش (بالإنجليزية: Eugen-Josip Galeković) (مواليد 12 يونيو 1981 في ملبورن) لاعب كرة قدم أسترالي يلعب حاليا لصالح نادي أديليد يونايتد الأسترالي .

## روابط خارجية
- إيوجين غاليكوفيتش على موقع الاتحاد الدولي (مؤرشف)  (الإنجليزية)
- إيوجين غاليكوفيتش على موقع قاعدة بيانات كرة القدم.إي يو (الإنجليزية)
- إيوجين غاليكوفيتش على موقع ناشيونال فوتبول تيمز (الإنجليزية)
- إيوجين غاليكوفيتش على موقع Soccerway.com (الإنجليزية)
- إيوجين غاليكوفيتش على موقع عالم كرة القدم.نت (الإنجليزية)
- إيوجين غاليكوفيتش على موقع كووورة
- إيوجين غاليكوفيتش على موقع أوليمبيديا (الإنجليزية)
- إيوجين غاليكوفيتش على موقع AS.com (الإسبانية)